# Нассауский дом

Герб Нассауского дома

Дом На́ссау — владетельный графский, затем княжеский род Священной Римской империи, с XII века владевший областью Нассау в долине реки Лан. Одна из ветвей рода — Оранская династия — исстари правит Нидерландами. В XIX—XX веках дом Нассау правил также Люксембургом, до 1866 года — герцогством Нассау.
Род ведёт своё происхождение от графа Дудо Лауренбургского (ум. 1123). Его потомки в 1159 году перенесли свою резиденцию в замок Нассау. В 1255 году графство Нассау распалось на две части, из которых южной (левый берег Лана) владел Вальрам II, основатель Вальрамской линии Нассауского дома, а северной (правый берег Лана) — его брат Оттон, основатель Оттоновской линии.

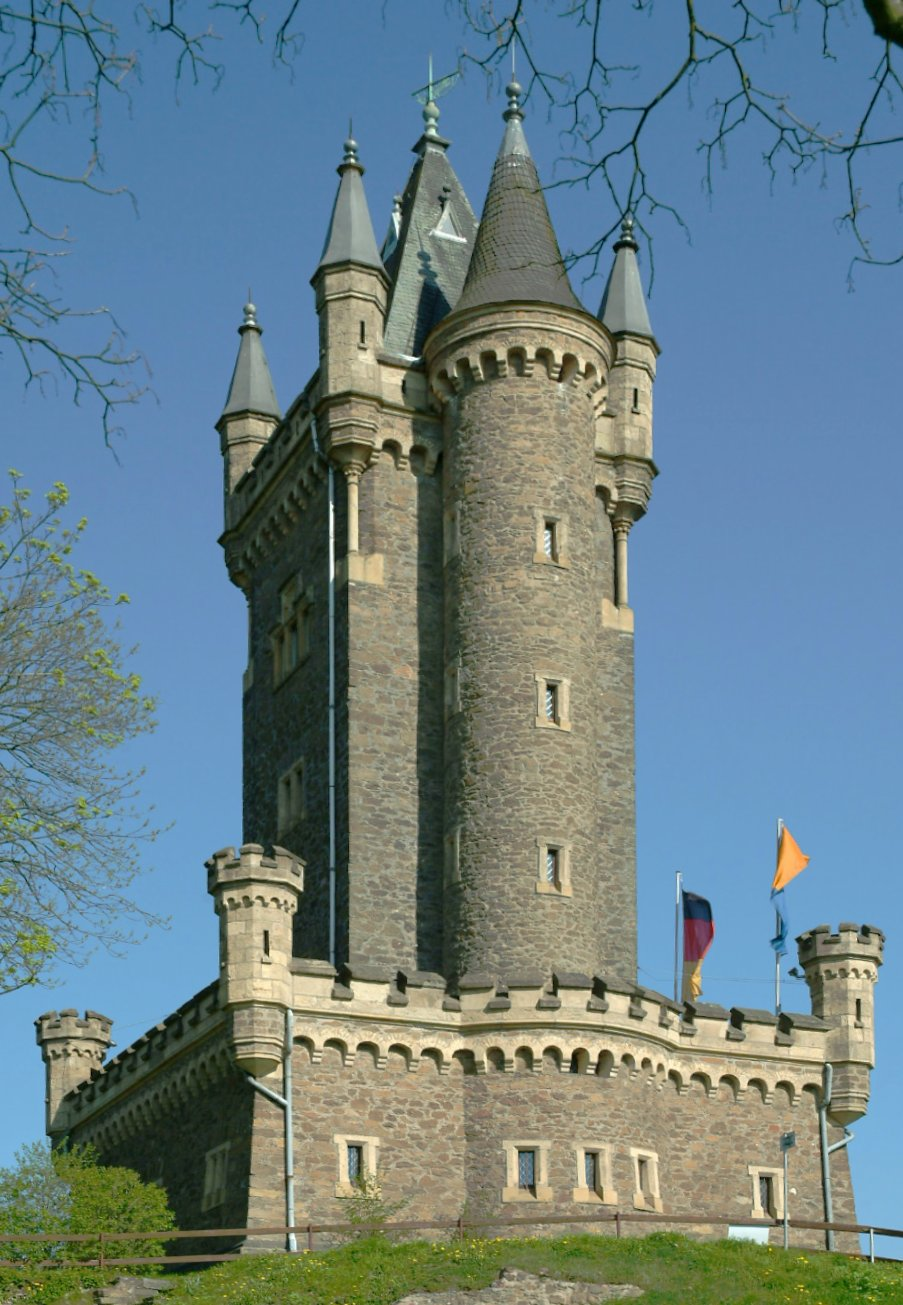
Вильгельмова башня — романтическая фантазия в Дилленбурге, где помещается династийный музей

## Вальрамская линия
Из старшей, Вальрамской линии происходили графы (до 1688 года) и князья (до 1816 года) Нассау-Вейльбургские, принявшие в 1816 году титул герцогов Нассау. Младшие ветви этой линии правили в Саарбрюккене (в 1429—1799 годах) и в Узингене (в 1659—1816 годах).

## Оттоновская линия
Из младшей, Оттоновской линии происходили графы Нассау-Дилленбургские и Нассау-Хадамарские. Дилленбургская ветвь Нассауского дома, путём брачного союза, присоединила в 1531 году к своим владениям Оранское княжество, с тех пор она называлась Нассау-Оранской. Из неё происходили знаменитый Вильгельм I Оранский, избранный статхаудером (штатгальтером) нидерландским, и Вильгельм III, король английский. Помимо принцев Оранских, к Оттоновской линии принадлежали также князья Зигенские и Дицкие. После смерти Вильгельма III титул принца Оранского и главенство в Оттонианской линии по его завещанию перешло к князю Нассау-Дицкому, вопреки возражениям со стороны других родственников Вильгельма III, и в первую очередь прусских Гогенцоллернов.

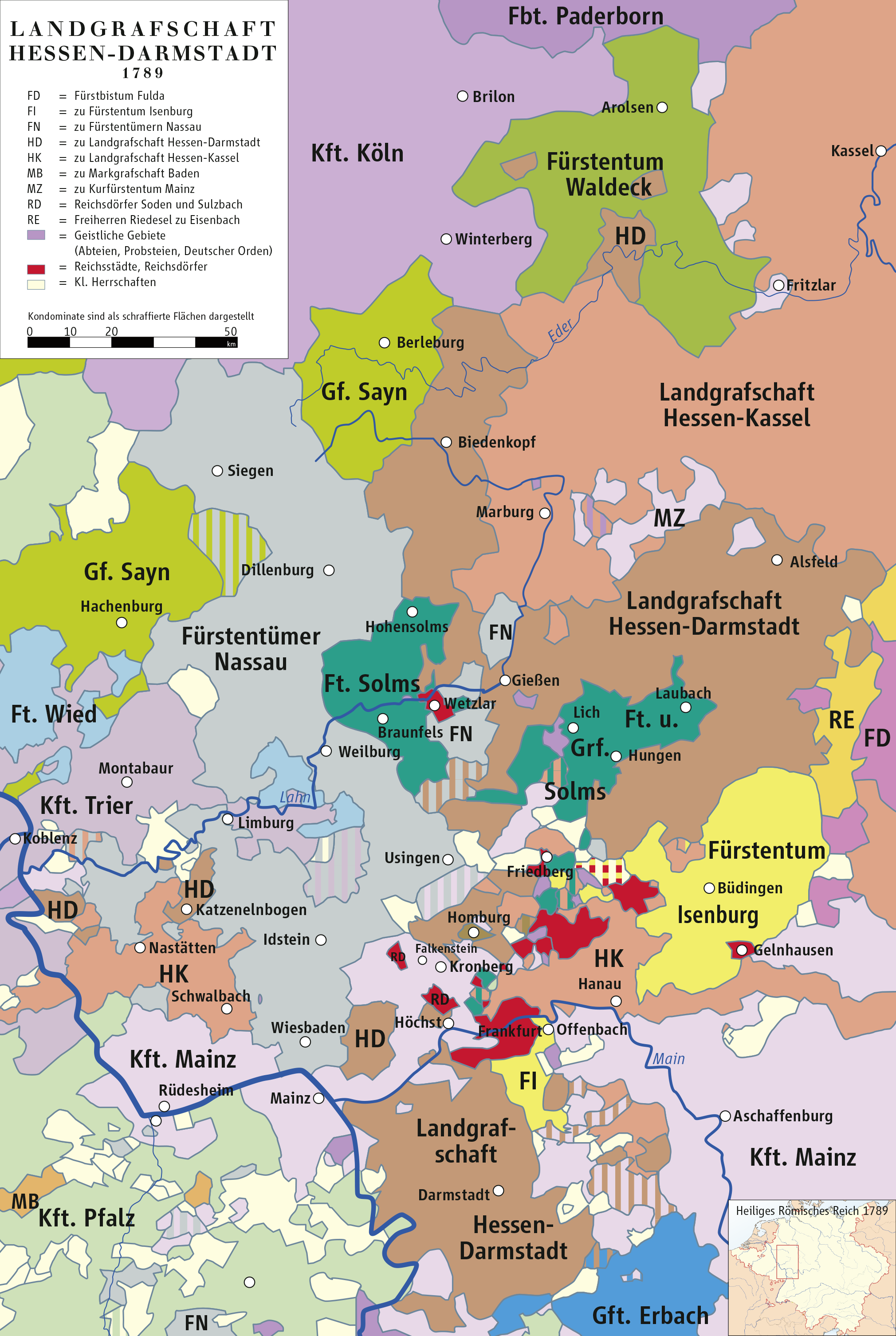
Княжество Нассау (серый цвет) в 1789 г.

В конце XVIII века возобновились связи Вальрамской и Оттоновской линий, между ними был заключён контракт о приверженности салическим законам с целью сохранения территориальных владений дома Нассау в случае угасания той или иной линии. К пунктам этого контракта пришлось обращаться, по меньшей мере, дважды. В 1806 году представитель Оранской династии, Вильгельм VI, потерял все свои владения в Германии, которые перешли к старшей, Вальрамской линии, а Вильгельм сделался в 1815 году королём нидерландским и великим герцогом люксембургским, под именем Вильгельма I. В 1890 году, со смертью его внука Вильгельма III, угасло мужское поколение Оттоновской линии, нидерландский трон перешел к дочери покойного короля, Вильгельмине, а люксембургский — к Адольфу, последнему герцогу Нассау.
К морганатическим ветвям Нассауского дома принадлежали русский адмирал Карл Нассау-Зиген и графиня София Меренберг, внучка Пушкина.

Резиденции Нассауского дома
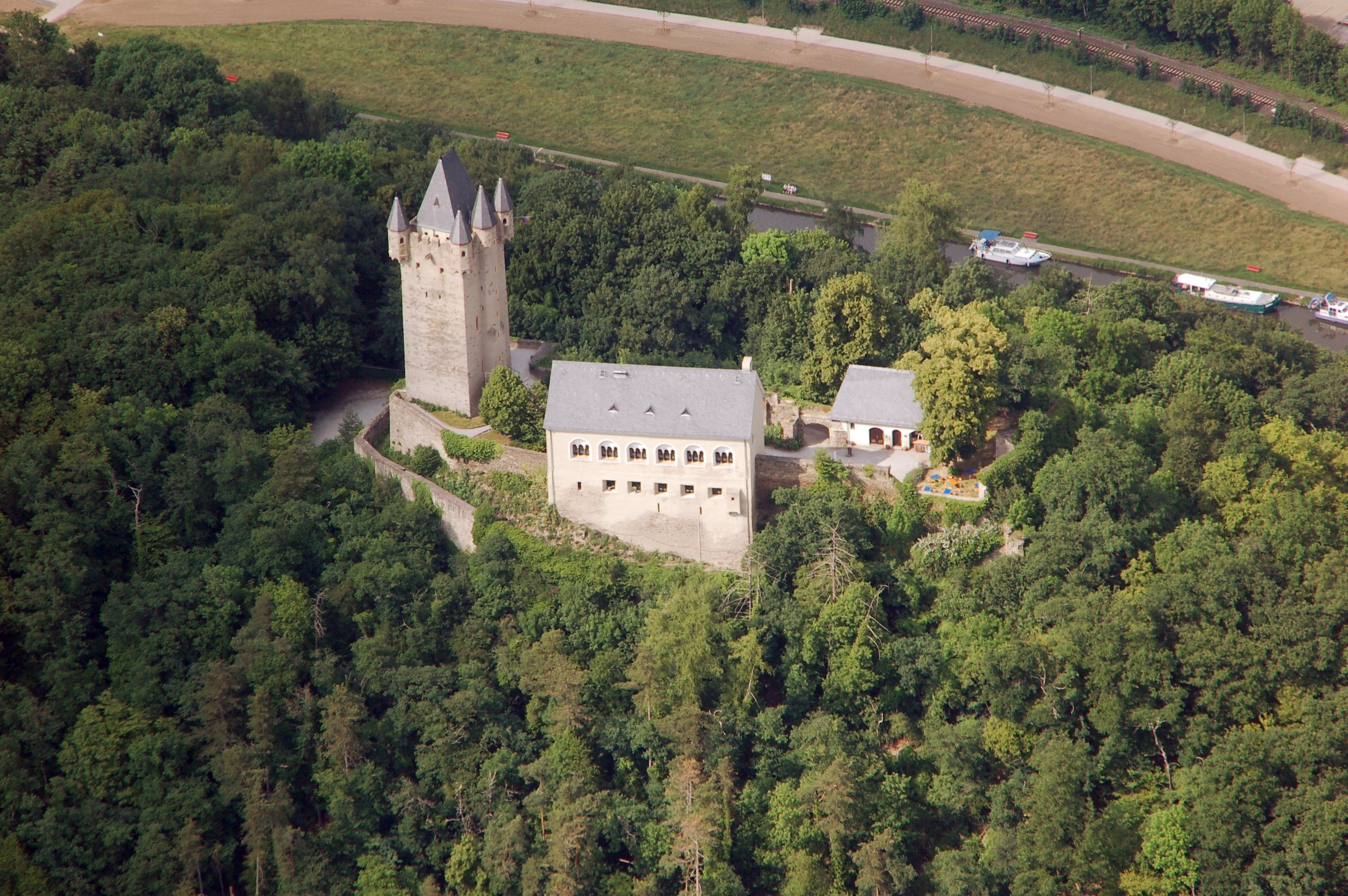
Замок Нассау
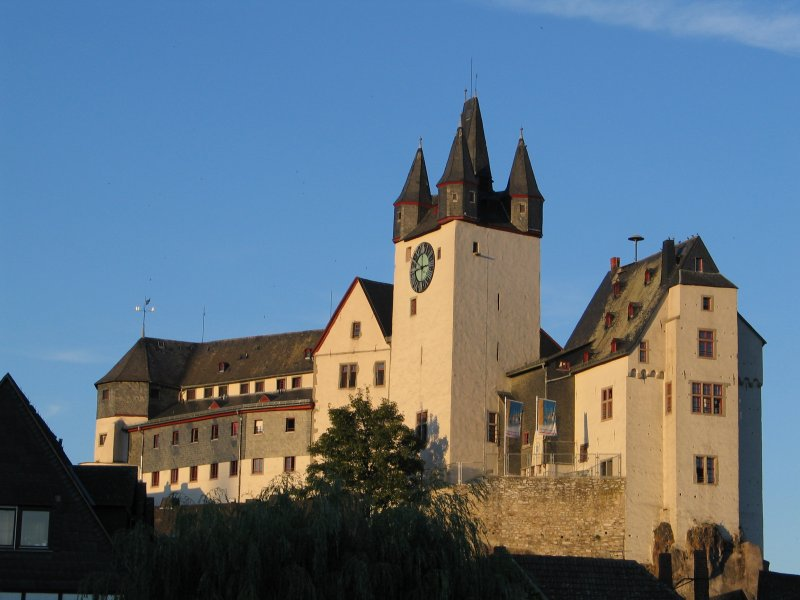
Замок Диц
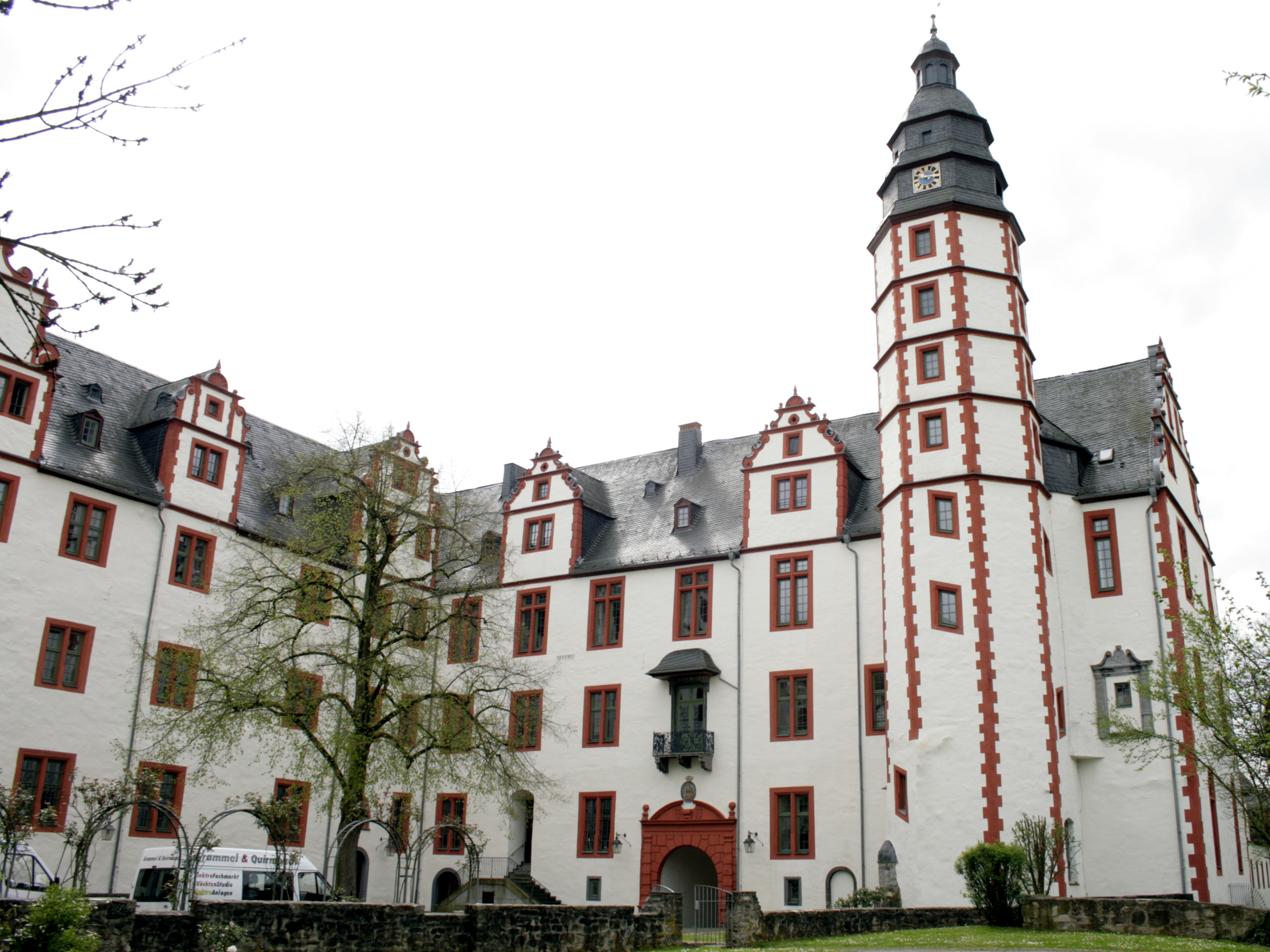
Замок Хадамар
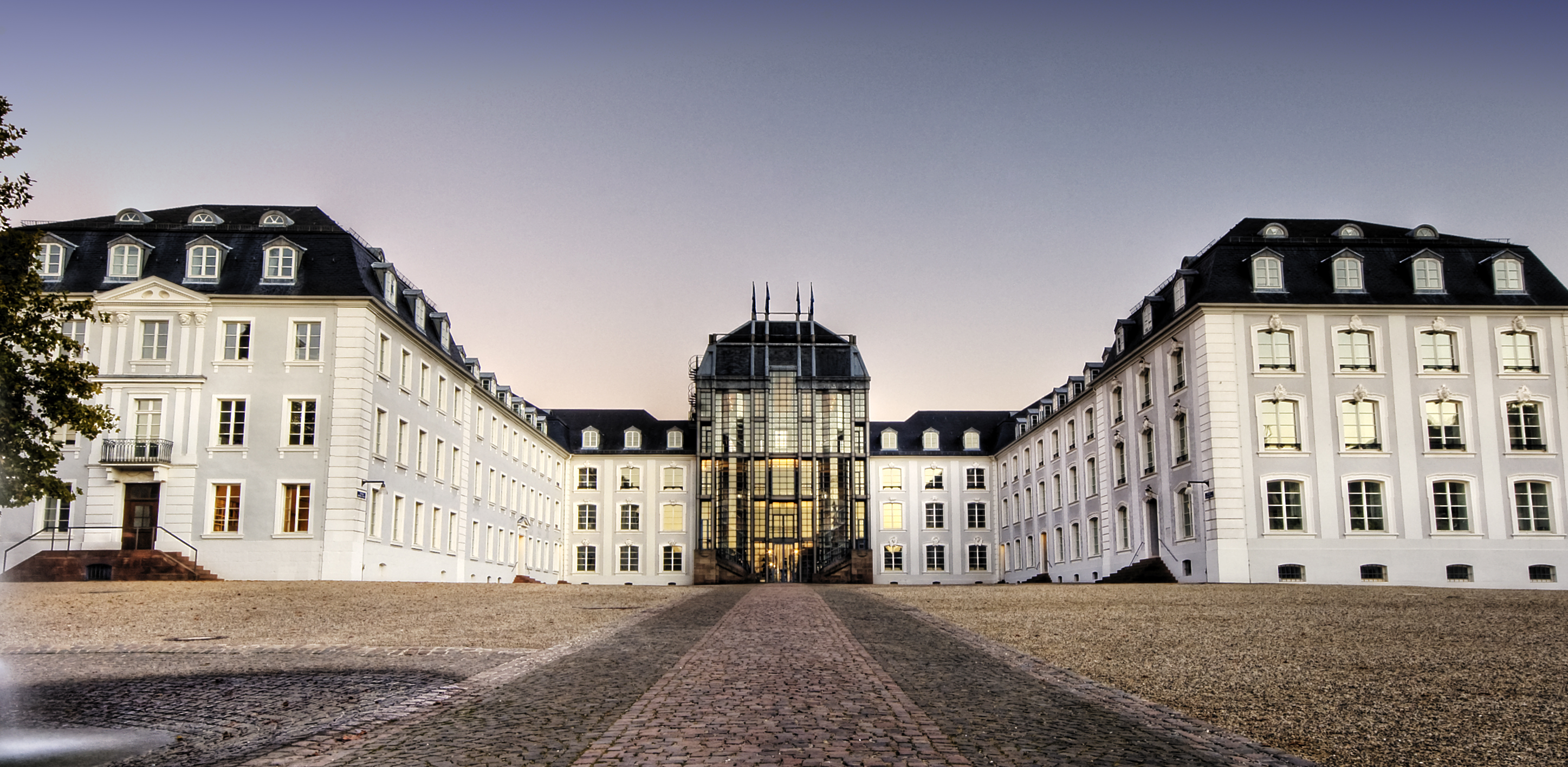
Саарбрюккенская резиденция
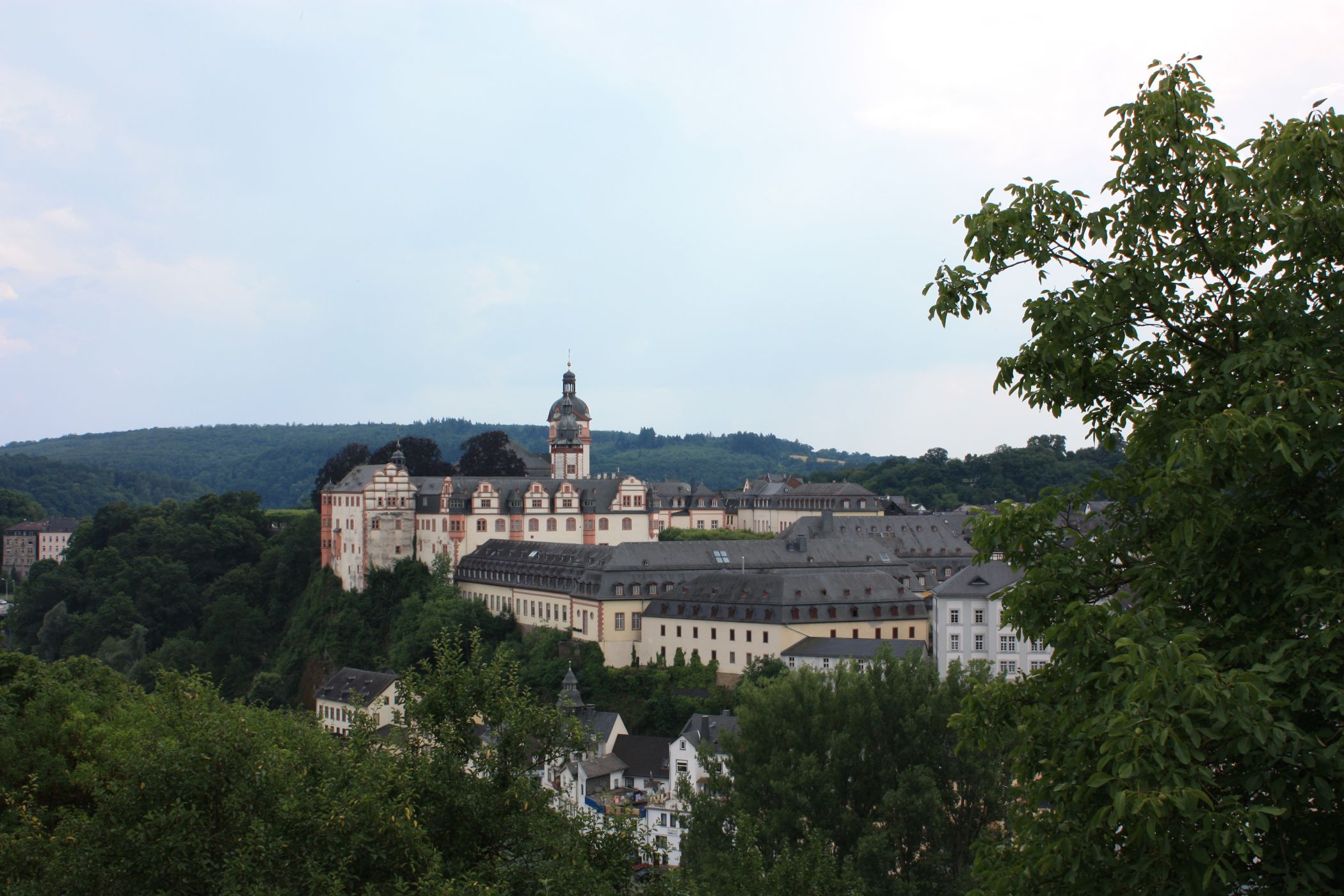
Вейльбургская резиденция
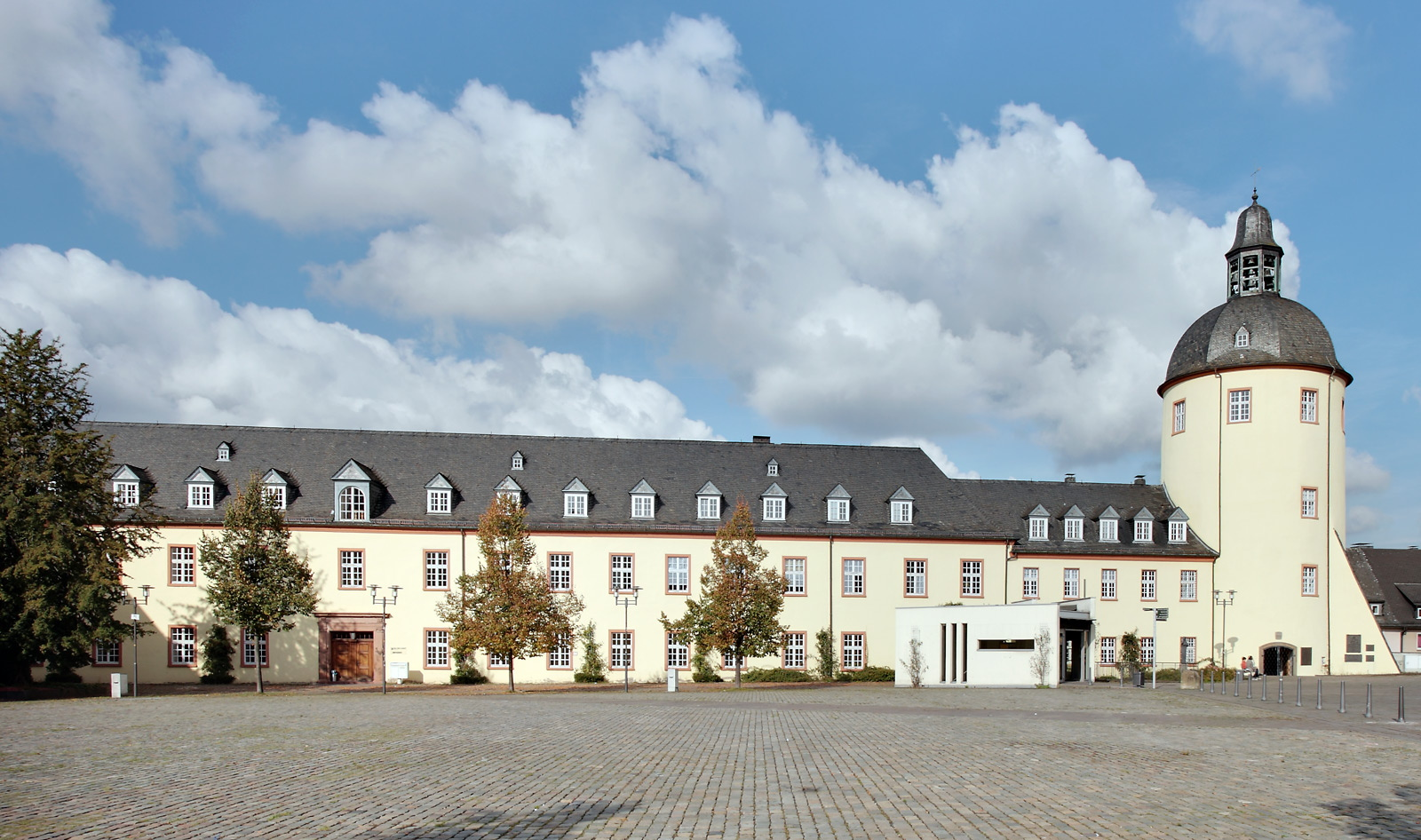
Нижний замок в Зигене